# Доссорська селищна адміністрація
Доссо́рська селищна адміністрація (каз. Доссор кенттік әкімдігі, рос. Доссорская поселковая админстрация) — адміністративна одиниця у складі Макатського району Атирауської області Казахстану. Адміністративний центр та єдиний населений пункт — селище Доссор.
Населення — 13806 осіб (2021; 13825 у 2009, 11484 у 1999, 10540 у 1989).
Станом на 1989 рік існувала Доссорська селищна адміністрація (смт Доссор, селища Роз'їзд 414, Роз'їзд 441), Байчунаська селищна адміністрація (смт Байчунас) та Іскінінська селищна рада (смт Іскінінський, селища Іскіне, Роз'їзд 469). 1993 року утворені Доссорська селищна адміністрація (селище Доссор), Байчунаська селищна адміністрація (селище Байчунас) та Іскінинська селищна адміністрація (селище Іскене; селище при станції Іскіне увійшло до складу селища Іскене). 2008 року селище Байчунас та Іскене перетворені в села, їхні адміністрації — в Байчунаський сільський округ та Іскіненський сільський округ. 2013 року були ліквідовані села Байчунас та Іскене (селище при станції увійшло до складу селища Доссор). 2017 року колишнє селище при станції Іскіне утворило нове село Єскене, яке увійшло до складу Байгетобинського сільського округу.

## Склад
До складу адміністрації входять такі населені пункти:
| Населений пункт     | Колишні назви | Населення, осіб (1989) | Населення, осіб (1999) | Населення, осіб (2009) | Населення, осіб (2021) |
| ------------------- | ------------- | ---------------------- | ---------------------- | ---------------------- | ---------------------- |
| Байчунас, село      | -             | 1572                   | 1717                   | 1827                   | -                      |
| Доссор, селище      | -             | 8600                   | 9283                   | 11470                  | 13806                  |
| Іскене, село        | Іскінінський  | 294                    | 484                    | 528                    | -                      |
| Роз'їзд 414, селище | -             | 30                     | -                      | -                      |                        |
| Роз'їзд 441, селище | -             | 23                     | -                      | -                      | -                      |
| Роз'їзд 469, селище | -             | 21                     | -                      | -                      | -                      |